# Thure Cederström (konstnär)
Thure Nikolaus Cederström, född 25 juni 1843 på Åryds bruk, Hemmesjö socken, död 21 maj 1924 i München, var en svensk friherre, konstnär och militär.
Cederström utbildade sig först inom militäryrket och utnämndes till underlöjtnant vid Livgardet till häst 1868. Han begärde avsked 1871 för att helt ägna sig åt konst och påbörjade konststudier 1868–1869 genom studier för Hugo Salmson i Paris i Frankrike. Därefter studerade Cederström 1872–1877 i Tyskland i Düsseldorf, Weimar och München. Sistnämnda stad blev också hans bostadsort livet ut. Cederström medverkade i Konstakademiens utställningar ett flertal gånger under 1880-talet. Vid en konstutställning i London 1879 tilldelades han en bronsmedalj. Vid de internationella konstutställningarna i München var Cederström svensk-norsk kommissarie 1883, svensk kommissarie 1888 och medlem i prisjuryn 1892. Han utnämndes till agré vid Konstakademien i Stockholm 1882 och invaldes som ledamot 1889. Cederströms konst består av genremålningar i Eduard von Grützners stil, humoristiska klosterscener, interiörer och figurer. Flera av hans verk hamnade i privata och offentliga samlingar i Sverige, och han är representerad med Färska nyheter i Nationalmuseum Stockholm och Munk läsande en skämttidning i Göteborgs konstmuseum samt vid Lunds universitet. Han blev riddare av Vasaorden 1888.
Thure Cederström var son till greve Claes Anton Cederström och Catharina Fredrika Aschan, bror till Claes Cederström och kusin till Gustaf Cederström. Han var från 1877 gift med Elin Selmer.